# Shahdi Langroudi
Shahdi Langroudi, nome completo Mohammad Shahdi Nejhad Langroudi (persiano: محمد شهدی نژاد لنگرودی) (Langarud, 23 dicembre 1930 – Langarud, 13 gennaio 1993), è stato un poeta iraniano.
Scrisse in lingua farsi e gilaki e fu molto apprezzato per i suoi ghazal malinconici.

## Biografia
Shahdi Langroudi, nacque il 23 dicembre 1930 nella città costiera di Langarud sul Mar Caspio (Il suo nome significa "abitante di Langaroud "), dove operò per gran parte della vita. 

Orfano di padre a soli 14 mesi venne affidato al fratello maggiore Gholam Hassan, sin da giovane si dedicò agli studi letterari che lo condurranno al diploma a Teheran ed all’insegnamento. 

Morì il 13 gennaio 1993, dopo aver lottato con cancro e dopo solo 4 mesi della mancanza della moglie

## Opere
Le sue ghazal lisce e prive di artifici sono la sublimazione dei dolori di una vita, raccontano “di desideri spazzati dal vento che hanno il colore dei papaveri dell’antico monte Elburz e la turbolenza ed il clamore del Caspio.”

Nel settembre 1957 pubblicò il suo quaderno di poesie in lingua gilaki Taranehaye Gilaki insieme a Mahmood Payande Langroudi e Naser Farhadian.

La sua maggiore opera poetica in lingua farsi è Shabahang (marzo 1959).